# Italoraphidia
Italoraphidia is een geslacht van kameelhalsvliegen uit de familie van de Raphidiidae. 
Italoraphidia werd voor het eerst wetenschappelijk beschreven door H. Aspöck & U. Aspöck in 1968.

## Soort
Het geslacht Italoraphidia omvat de volgende soort:
- Italoraphidia solariana (Navás, 1928)